# تفجير كابول أغسطس 2022
تفجير كابول في أغسطس 2022 في 5 أغسطس 2022 قصف تنظيم الدولة الإسلامية - ولاية خراسان موكب حداد في شهر محرم في غرب كابول عاصمة أفغانستان. أسفر الهجوم عن مقتل 8 أشخاص على الأقل وإصابة 18 آخرين. أفاد مسؤولون في مستشفى وشهود أن 22 شخصًا على الأقل أصيبوا جراء انفجار قنبلة في كابول حيث يتمركز عدد كبير من أفراد الطائفة الشيعية، ويتزامن الحادث مع استعدادات الاحتفال بيوم عاشوراء. ووقع الانفجار في شارع تجاري مزدحم بالجانب الغربي من المدينة حيث يجتمع عادة أفراد الطائفة الشيعية في البلاد.

## الهجوم
في يوم الجمعة 5 أغسطس 2022 وقع انفجار في حي في غرب كابول غالبية سكانه من الأقلية الشيعية. وأوضح المتحدث باسم الشرطة في كابول خالد زدران، أن «متفجرات وضعت في عربة خضار وانفجرت بين المارة» في مكان مزدحم بالتزامن مع مراسم عاشوراء.
وقالت الشرطة الأفغانية إن الانفجار أسفر عن مقتل ثمانية أشخاص وإصابة 18 آخرين.
أعلن تنظيم داعش في بيان على تليغرام مسؤوليته عن الانفجار.

## ردود الفعل
- أكد المتحدث باسم حكومة طالبان ذبيح الله مجاهد الحصيلة وقال إن التفجير «من تنفيذ أعداء الإسلام في البلاد».
- أدانت سفارة الجمهورية الإسلامية الإيرانية في كابول بشدة التفجيرات الإرهابية الأخيرة التي استهدفت المشاركين في مراسم العزاء الحسيني، مطالبة الحكومة الأفغانية باتخاذ الإجراءات الأمنية اللازمة لمنع وقوع مثل هذه الحوادث في المستقبل.[8]
- أدانت الولايات المتحدة الأمريكية، بشدة هجمات تنظيم داعش التي تستهدف مناطق تقطنها أغلبية من الشيعة في العاصمة الأفغانية كابول في أثناء احتفالات بمناسبة ذكرى يوم عاشوراء. وذكرت البعثة الأمريكية لدى أفغانستان: «إننا نعرب عن عزائنا لعائلات ضحايا هذه الهجمات، ويتعين أن يتمكن الشعب الأفغاني من ممارسة شعائر العبادة في سلام».[9]